# Lithiumdiphenylphosphid
Lithiumdiphenylphosphid ist eine chemische Verbindung des Lithiums aus der Gruppe der Phosphide.

## Gewinnung und Darstellung
Lithiumdiphenylphosphid kann durch Reaktion von Triphenylphosphan mit Lithium oder durch Reaktion von Lithiumphenyl mit Diphenylphosphin gewonnen werden.
{\displaystyle {\ce {(C6H5)3P + 2 Li -> (C6H5)2PLi + C6H5Li}}}
Die Verbindung kann auch durch Reaktion von Lithium mit Chlordiphenylphosphin in Tetrahydrofuran dargestellt werden.

## Eigenschaften
Lithiumdiphenylphosphid ist ein Feststoff, der löslich in Diethylether ist. Die Verbindung kommt als gelbliche bis orange klare Lösung in Tetrahydrofuran in den Handel.

## Verwendung
Lithiumdiphenylphosphid wird zur Einbringung von Diphenylphosphin-Liganden oder zur Dehydroxylierung verwendet.